# Jean de Chabannes
Conte Jean Alfred Octave de Chabannes la Palice (Lapalisse, 29 aprile 1871 – Parigi, 28 agosto 1933) è stato un velista francese.
Partecipò ai giochi della II Olimpiade di Parigi nel 1900 a bordo di Crabe I, con il quale giunse quarto nella gara olimpica della classe da mezza a una tonnellata. Con la stessa imbarcazione prese parte anche alla gara di classe aperta ma non la completò.